# Халли Эштон
Халли Эштон (англ. Halli Aston), настоящее имя Карин Элисон Шуинар (англ. Karin Alison Chouinard, род. 24 января 1977, Ньюпорт-Бич, Калифорния) — американская порноактриса, лауреатка премии AVN Awards.

## Биография
Родилась 24 января 1977 года в Ньюпорт-Бич. Дебютировала в порноиндустрии в 1998 году, в возрасте около 21 года.
Снималась для таких студий, как Adam & Eve, Sin City, VCA Pictures, Vivid Entertainment, Wicked Pictures и других.
В 1999 году получила премию AVN Awards в номинации «лучшая групповая сцена, видео» за роль в Tushy Heaven совместно с Уэнди Найт, Самантой Стилл, Шоном Майклсом и Алишей Класс. В 2001 была номинирована на AVN Awards в категории «лучшая парная сцена, фильм» за The Cult.
Ушла из индустрии в 2000 году, снявшись в 55 фильмах.

## Награды и номинации
- 1999 AVN Awards победа — лучшая групповая сцена, видео — Tushy Heaven[4][5]
- 2001 AVN Awards номинация — лучшая парная сцена, фильм — The Cult[6]

## Избранная фильмография
- Tushy Heaven (1998)
- The Cult